# Il gatto stregato
Il gatto stregato (Fraidy Cat) è un film del 1942 diretto da William Hanna e Joseph Barbera. È il quarto cortometraggio animato della serie Tom & Jerry, prodotto dalla Metro-Goldwyn-Mayer e uscito negli Stati Uniti il 17 gennaio 1942. È il primo cartone animato della serie in cui Tom guaisce di dolore oltre a stridere come un gatto, e il primo prodotto in tempo di guerra. Venne rieditato nel 1952. Dal 1978 viene distribuito col titolo Tom e il fantasma.

## Trama
Tom ascolta terrorizzato alla radio un racconto intitolato Il fantasma del castello. Jerry, osservando la scena, decide di sfruttare la facile impressionabilità del gatto, spaventandolo con alcuni trucchi. L'ultimo di questo consiste nell'accendere e spegnere un aspirapolvere a cui è appesa una camicia da notte, facendo credere a Tom che si tratti di un fantasma. A un certo punto Tom rischia addirittura di venire risucchiato dal "fantasma" (insieme alle sue nove vite), ma riesce a fuggire. Poco dopo si accorge del trucco, e inizia a inseguire Jerry, che si rifugia in un barattolo di farina. Nel frattempo Mammy Due Scarpe è scesa, allarmata dai rumori. Tom, intravedendo Mammy in camicia da notte, la attacca credendo che si tratti nuovamente del trucco di Jerry. La donna allora lo picchia e lo butta fuori di casa. Jerry esce dal vaso e si gode la scena, ma scappa via spaventato quando vede il suo riflesso deformato (completamente bianco di farina) su una caraffa.